# Will Ferrell
John William "Will" Ferrell (Irvine, Kalifornia, 1967. július 16. –) hatszoros Primetime Emmy-díjas amerikai filmszínész és író. Szinte kizárólag vígjátékokból ismert.
Első bemutatkozása az 1990-es évek végén történt, amikor az NBC komédiashow-jában lépett fel (Saturday Night Live). Olyan filmvígjátékokban játszott főszerepet, mint a Diszkópatkányok, a Sulihuligánok, a Mi a manó?, A híres Ron Burgundy legendája, a Taplógáz: Ricky Bobby legendája, a Felforgatókönyv, a Jégi dicsőségünk, a Fél-profi, a Pancser Police, a Képtelen kampány, a Megjött apuci! 1-2. és a Lejtmenet.
Az ún. „Frat Pack” csoport tagja, amihez az alábbi színészeket sorolják: Jack Black, Ben Stiller, Steve Carell, Vince Vaughn, Owen Wilson és Luke Wilson.

## Fiatalkora
Ferrell Irvine-ban született (Kalifornia, USA) Betty Kay (tanító az Old Mill általános iskolában), és Roy Lee Ferrell Jr. (zenész a The Righteous Brothersben) fiaként. Szülei mindketten Roanoke Rapidsben éltek (Észak-Karolina), és 1964-ben költöztek Kaliforniába; Ferrellnek ír ősei vannak. Először a Turtle Rock általános iskolába járt, majd a Rancho San Joaquin középiskolába (mindkettő Irvine-ban van). Ezután a University High Schoolba járt főiskolába Irvine-ban. Az iskola amerikaifutball-csapatában játszott. Az Orange County Register újságnak azt nyilatkozta, hogy az Irvine-ban 
tapasztalt unalom hozzájárult a humora fejlődéséhez:
Felnőni egy gondosan megtervezett, biztonságos kertvárosban, mint amilyen Irvine, nem járt drámai eseményekkel, ezeket a fejünkben kellett létrehozni. A szórakozásom fő formája az volt, hogy mindig új dolgokat kellett felfedeztem a barátaim megtréfálására. Nem alakult ki bennem a túlélési ösztön, mint más komédiásokban, akik kemény körülmények között nőttek fel. Nálam az ellenkezője volt. A humornak az unalmat kellett megtörnie. Sok mindenből lehetett viccet csinálni.
Beiratkozott a University of Southern California egyetemre, „sportközvetítés” szakra. Csatlakozott a Delta Tau Delta testvériséghez. Miután elvégezte az iskolát 1990-ben, kifejlesztette az improvizációs technikáját, mint a The Groundlings komédiáscsoport tagja.

## Életpálya

### Saturday Night Live
Ferrell 1995-ben csatlakozott a Saturday Night Live-hoz, és 2002-ben hagyta ott hétéves sikeres periódus végén. Kétszer tért vissza mint házigazda (mindkétszer az évadok végén), egyszer pedig az évad kezdetén, a Saturday Night Live Weekend Update Thursday befejező epizódjában.
Ferrell nevet szerzett magának az improvizációival, amikben a következő szereplőket alakította:
- George W. Bush, az Egyesült Államok elnöke
- a Chicago Cubs bemondója, Harry Caray,
- Robert Goulet énekes (a cappella ének Sisqóval, Baha Mennel és The Notorious B.I.G.-vel),
- Neil Diamond énekes
- az Inside the Actors Studio vendéglátója, James Lipton (akit Ferrell többször is megszemélyesített)
- Massachusetts szenátora, Edward Kennedy
- Janet Reno, az Egyesült Államok legfőbb ügyésze
- „Unabomber” Ted Kaczynski
- Alex Trebek, vetélkedő-házigazda
- John Shaft, képzeletbeli fekete magánnyomozó
- Minnesota állam kormányzójává vált profi birkózó, Jesse Ventura
- Al Gore, az Egyesült Államok alelnöke (ezt átvette Darrell Hammond, amikor Ferrell Busht kezdte alakítani),
- Szaddám Huszein, Irak elnöke
- Fidel Castro, Kuba elnöke

Szereplők, akiket először ő személyesített meg: Tom Wilkins, a "Morning Latte" egyik házigazdája; Ed the Horse ikertestvére, Ned; a Blue Öyster Cult kitalált tagja, Gene Frenkle (külsejét a Blue Öyster Cult vokalistájáról Eric Bloomról mintázták); Marty Culp zenetanár; Craig Buchanan mazsorett; Dale Sturtevant a "Dissing Your Dog"-ból; Hank a Bill Brasky Buddiesból; David Leary a "Dog Show"-ból; és az éjszakai klubokból ismert Steve Butabi – ezt önálló filmben is feldolgozták 1998-ban: Diszkópatkányok.
Ferrell visszatért a Saturday Night Live-hoz 2005. május 14-én, és 2009. május 16-án, mint vendég házigazda. Mindkét alkalommal előadta Alex Trebek imitációját a "Celebrity Jeopardy!" jelenetekben. A 2005-ös Ferrell Robert Goulet szerepét játszotta egy kitalált reklámban, amiben dúdolással előadott csengőhangokat hirdettek, és a Little Sister előadásakor a zenei vendég Queens of the Stone Age mellett Ferrell egy tehénkolomppal jött a színpadra.
2001-ben Ferrell volt a legjobban fizetett Saturday Night Live-tag 350 000 dollárral, amit az egész évadra kapott.

### Filmes karrier
A Saturday Night Live-időszak alatt is több filmben szerepelt: Szőr Austin Powers: Őfelsége titkolt ügynöke, Diszkópatkányok, Szupersztár, A csajozás ásza (2000), Fruska Gate, Dögölj meg, drága Mona!, KicsiKÉM – Austin Powers 2., Jay és Néma Bob visszavág és Zoolander, a trendkívüli.
Első főszerepe a Saturday Night Live utáni korszakban jött el, ez Frank "The Tank" Richard megformálása volt a Sulihuligánok (Old School) (2003) c. filmben. „A film Mr. Ferrellé” – írta róla a The New York Times, és hozzáteszi: „viccesen adja elő az aggódó vakbuzgóságot” Az Old School nagy anyagi sikert volt, Ferrell MTV Movie Awards-jelölést kapott „legjobb vígjáték szereplő” kategóriában.
Ezt a Mi a manó (Elf) (2003) követte, amit szintén MTV Movie Awardsra jelöltek. Ezután a Melinda és Melinda (2004) és az A híres Ron Burgundy legendája (Anchorman: The Legend of Ron Burgundy) (2005) következett. A Starsky & Hutch mozifilmben a hollywoodi Frat Pack mellett játszott. 2005-ben Ferrell szerepeivel 40 millió dollárt keresett. 2006-ban Ferrell volt a főszereplő a Felforgatókönyv (Stranger than Fiction) (2006) filmben és a Taplógázban (Talladega Nights: The Ballad of Ricky Bobby); mindkettő kritikai és anyagi siker volt. Ferrell előadása a Felforgatókönyvben már drámai húrokat pengetett, bár bizonyos szempontból ez is vígjáték. 2006. december 27-i kritikai számában a The Magazine Ferrellt nevezte meg mint a 2006-os év három színészének egyikét.

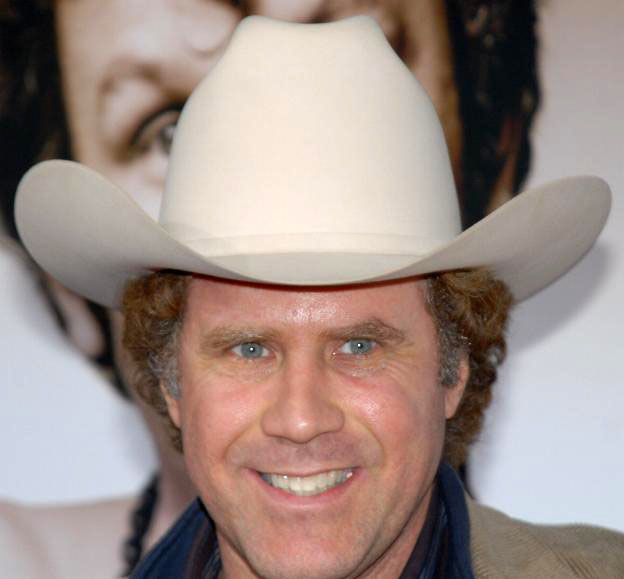
Ferrell a Walk Hard: The Dewey Cox Story premierjén
(2007 december)

Ferrell megjelent egy videójáték előzetesében Matthew McConaughey-val együtt. Ferrell az ESPY Awardson 2006-ban egy dalt énekelt, ami Lance Armstrongról és Neil Armstrongról szólt. John C. Reillyval együtt megjelentek a 2008-as ESPY Awardson is, ahol azzal a követeléssel álltak elő, hogy kikérdezhessék Portland Trail Blazers centerét, Greg Odent, hogy „játsszon velük éjszaka és beszéljen a régi időkről, vagy hogy visszahozhassák a hidegháborút, hogy az olimpiák újra érdekesek legyenek.”
Ferrell részt vett a 79. Oscar-gálán, ahol John C. Reillyval és Jack Blackkel közösen előadtak egy számot, ami arról szólt, hogy a szavazók leszavazzák a vígjátékokat a drámákkal szemben.
2009 májusában bejelentették, hogy Ferrell tárgyalásokba kezdett egy vígjáték főszerepéről. A Neighborhood Watch egy kertvárosba költöző emberről szól, aki egy összeesküvést fedez fel. A film rendezésére David Dobkint kérték fel, aki Ferrellnek egy cameoszerepet adott a Wedding Crashersben. 2009 augusztusában bejelentették, hogy Ferrell nem akar részt venni a filmben.
2009 júniusában megjelent Az elveszettek földje (Land of the Lost). Ez anyagilag és kritikailag is bukásnak számított, mert bár a nyitóhétvégéjén 19 millió dollárt szerzett, ez kétharmada volt annak, mint amire a stúdió számított.
2010-ben megjelent a Pancser police (The Other Guys), ebben az egyik főszerep mellett az executive producer munkáját is ő végezte. A „rendőrségnél dolgozó haverok” témájára épülő filmben olyan színészek játszanak, mint Mark Wahlberg, Eva Mendes, Michael Keaton, Steve Coogan, Ray Stevenson, kisebb szerepben Samuel L. Jackson és Dwayne Johnson. Az elveszettek földje (Land of the Lost) filmmel ellentétben ez a film anyagilag és kritikailag is sikeres volt. Több mint 140 milliós bevételt produkált, és a kritikusok is kedvezően fogadták.
Ferrell lett kiválasztva a Casa de Mi Padre (a.m. „apám háza”) című telenovella-paródia egyik szerepére. A történet egy tanyán játszódik és olyan mexikói sztárok játszanak benne, mint Diego Luna és Gael Garcia Bernal. A film melodramatikus hangvételű, angol felirattal, spanyol nyelven beszélnek benne a színészek.

### Szinkronszerepek

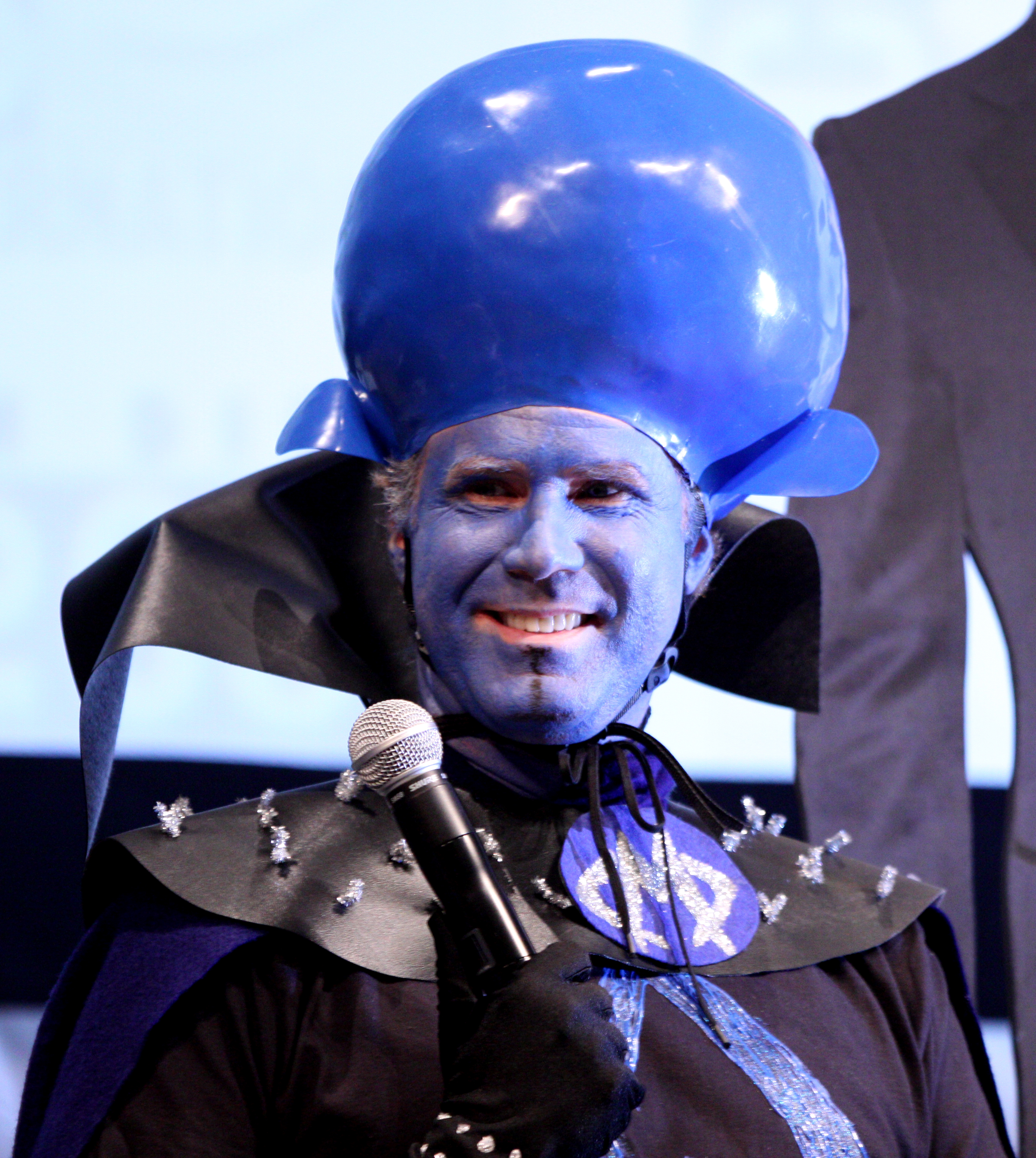
Will Ferrell Megaagy jelmezben (Megamind) a 2010-es San Diego-i Comic Con International-on

Ferrell több animációs filmsorozatban is kölcsönözte a hangját a szereplőknek. Ilyen volt Bob Oblong, az 1950-es évek stílusában élő, kéz és láb nélküli apa, a rövid életű The Oblongs televíziós sorozatban. A Family Guy rajzfilmsorozatban többször játszotta a Fekete lovagot (Black Knight) a Mr. Saturday Knight epizódban. Volt „kövér görög pasas” és „Miles "Chatterbox" Musket” a Fifteen Minutes of Shame epizódban. Ferrell volt Ted (más néven: „az ember a sárga kalapban” »The Man in the Yellow Hat«) a Curious George filmben, és közreműködött a FOX King of the Hill című helyzetkomédia-sorozatában mint politikailag elfogulatlan futballedző. Ő adta a DreamWorks 2010-es filmje, a Megaagy (Megamind) címszereplőjének hangját.

### Színház
Ferrell a Broadway színházban George W. Bush leköszönésének paródiájával mutatkozott be egy egyszemélyes show-ban, aminek a címe You're Welcome America. A Final Night with George W. Bush volt. Az előadás előzetese 2009. január 20-án – Bush hivatali utolsó napján – indult a Cort Theatre-ben, majd a tényleges előadások február 1-jétől.

## Producerkedés

### Funny or Dieweboldal
2007 áprilisában Ferrell elindította a Funny or Die weboldalt, ami streaming video technikával a felhasználók által feltöltött vicces rövidfilmeket mutat be, amikre a látogatók szavazhatnak.
A 2007-es The Landlord c. filmben Ferrell és a Funny or Die társalapítója, Adam McKay játssza a főszerepet. Ferrell figuráját állandóan zaklatja a főbérlő, egy káromkodó, sörszerető, kétéves kislány (őt McKay lánya, Pearl játssza). Gyermekpszichológusok kritizálták a Ferrellt és a McKay családot a gyermek kizsákmányolása miatt, amire McKay válasza ez volt:
|  | „Szerencsére abban a korban van, amikor mindent megismétel, amit mondanak neki, és azonnal el is felejti, ez a kulcsa az egésznek. A forgatás óta egyszer sem mondta ki azokat a csúnya szavakat.” |
|  | – Adam McKay |

Ezt követte egy video kiadása, "Good Cop, Baby Cop" címmel, amiben szintén a gyermek Pearl játszik; a film végén megjelenő felirat szerint ez volt a kislány utolsó szereplése, és „boldog baba-visszavonulást” kívánnak neki.
2008 szeptemberében Ferrell kiadott egy újabb videót "Will Ferrell Answers Internet Questions" címmel, amiben a rajongóitól interneten kapott kérdésekre és megjegyzésekre válaszol.
Ferrell egy másik videóban is megjelenik a Funny or Die weboldalon, ennek a címe „Green Team”, amiben szintén közreműködik McKay és John C. Reilly is. Ebben egy katonás környezetvédelmi aktivista terrorizálja a stáb tagjait.

### Eastbound & Downshow
Ferrell és társproducere, Adam McKay készítenek egy HBO-show-t, a címe „Egyszer fent,...inkább lent” (Eastbound & Down), ebben Danny McBride a főszereplő. Ebben egy használtautó-kereskedő, Ashley Schaeffer figurája többször megjelenik.

## Családi és társadalmi élet
2000 augusztusában Ferrell elvett egy svéd színésznőt, Viveca Paulint, akivel 1995-ben találkozott először egy színjátszókörben. New York Cityben és Orange megyében élnek (Kalifornia). Három fiuk van, Magnus Paulin Ferrell (2004-03-07), Mattias Paulin Ferrell (2006-12-30), és Axel Paulin Ferrell (2010-01-23).
2006-ban az I-Newswire.com hírportál, ami az olvasók által beküldött híreket közöl, megjelent a hír, hogy Will Ferrell meghalt egy siklórepülés közbeni balesetben. A hoax még az előtt terjedni kezdett, hogy valóságtartalmát ellenőrizték volna. A hír tovább terjedt, különösen azután, hogy a Google Newson is megjelent.
Ferrell a USC Trojan football rajongója. Az USC-n Ferrell a Delta Tau Delta testvériség tagja volt, és ma is aktív öregdiák. Ferrell együtt dolgozott az egykori vezető edzővel, Pete Carroll-lal, hogy a játékosok számára szórakoztatóbbá tegyék az edzéseket.
Ferrell támogatja az angliai Chelsea labdarúgócsapatát is, ami egy első ligás focicsapat. Ferrell képviselte a Chelsea-t mint tiszteletbeli kapitány 2009. július 21-én a kezdőrúgás előtti pénzfeldobásnál a Chelsea–Inter Milan-meccsen a The Rose Bowl stadionban (Pasadena, Kalifornia).
Ferrell szeret futni szabadidejében, több maratonon is részt vett, ilyen volt például a bostoni, New York-i és stockholmi maraton. Jótékonysági célokra szívesen gyűjt pénzt, ezek között van a saját kezdeményezésű „Scholarships for Cancer Survivors” kampány (a.m. „ösztöndíj a rákot túlélők számára”); és egy közösségi háló önkéntesek számára, akik kis összegű adományokat gyűjtenek.
2007-ben az Autograph magazin Ferrellt választotta „a legrosszabb autogramadó” címére. Az újság szerkesztője hozzáteszi: „Ami nagyon frusztráló Will Ferrellben, az az, hogy a múlt évben még olyan kedves volt a rajongóival, most pedig gúnyolja őket.” Válaszként Ferrell azt mondta: „Nem tudom, hogy kerültem fel arra a listára. Sok autogramot írok. Meg szoktam kérdezni: »Mennyire akarod ezt az autogramot?«, »Biztos vagy benne?«, »Azt mondod, a legnagyobb rajongóm vagy? Bizonyítsd be.« Ilyen dolgokat kérdezek. Ki kell érdemeljék.”
Ferrell megjegyzi, hogy bár a Saturday Night Live-beli George W. Bush paródiája jól ismert, szakmai és politikai okokból tudatosan arra törekedett, hogy ne találkozzon az amerikai elnökkel. Ezzel szemben SNL-beli elődje, Dana Carvey ismert volt bizalmas viszonyáról George H. W. Bush korábbi elnökkel. Ferrell ezt mondja: „Nem lett volna jó, ha találkozom azokkal, akiket parodizálok, mert óhatatlanul befolyásoltak volna. Politikai szempontból pedig nem akartam találkozni azzal a pasassal.” Ferrell megjelent A túlélés törvényei (Man vs. Wild) tévés dokumentumsorozat egyik epizódjában, amiben Svédország tundráin utazott a műsor házigazdájával, Bear Gryllsszel. Az epizódban Ferrell különféle sajátos helyzetekbe kerül, többek között egy rénszarvas szemét kellett megennie.
Ferrell 2010. május 6-án viccből mint csere-dobójátékos vett részt a Round Rock Expressen, a Houston Astros tagjaként. Úgy mutatták be, mint "Billy Ray 'Rojo' Johnson", és a hatodik helycserénél hozták pályára. A rajongókat azzal szórakoztatta, hogy egy zsák dobozos sört vitt magával, majd pedig az ellenfél ütőjátékosa üldözni kezdte. Akkor derült ki a személyazonossága, amikor menekülés közben leesett a bajusza. Másnap az Express egy közleményt adott ki, amiben „Johnson” szerződéséről adtak hírt, ez azonban a The Will Powered Golf Classic jótékonysági rendezvényt népszerűsítette, amit a következő napon tartottak a közeli Cimarron Hills Country Clubban. A rendezvény támogatta a Cancer for College alapítványt, ami a rákbetegségen túlesett embereket ösztöndíjakkal támogatja.
Ferrellnek a becslések szerint nettó 80 millió dollár vagyona van.

## Filmográfia

### Film

#### Forgatókönyvíró és producer
| Év   | Magyar cím                                     | Eredeti cím                                     | Feladatkör | Feladatkör |
| Év   | Magyar cím                                     | Eredeti cím                                     | Író        | Producer   |
| ---- | ---------------------------------------------- | ----------------------------------------------- | ---------- | ---------- |
| 1998 | Diszkópatkányok                                | A Night at the Roxbury                          | Igen       | Nem        |
| 2004 | A híres Ron Burgundy legendája                 | Anchorman: The Legend of Ron Burgundy           | Igen       | Nem        |
| 2004 |                                                | Wake Up, Ron Burgundy: The Lost Movie           | Igen       | Nem        |
| 2006 | Taplógáz: Ricky Bobby legendája                | Talladega Nights: The Ballad of Ricky Bobbye    | Igen       | Vezető     |
| 2007 |                                                | The Landlord (rövidfilm)                        | Igen       | Igen       |
| 2007 | Az örök kaszkadőr                              | Hot Rod                                         | Nem        | Vezető     |
| 2007 |                                                | Good Cop, Baby Cop                              | Igen       | Igen       |
| 2008 | Tesó-tusa                                      | Step Brothers                                   | Igen       | Vezető     |
| 2009 | A verda horda – Adj el, vagy hullj el!         | The Goods: Live Hard, Sell Hard                 | Nem        | Igen       |
| 2010 | Az első klikk                                  | The Virginity Hit                               | Nem        | Igen       |
| 2010 | Pancser Police                                 | The Other Guys                                  | Nem        | Igen       |
| 2012 |                                                | Tim and Eric's Billion Dollar Movie             | Nem        | Igen       |
| 2012 | Lánybúcsú                                      | Bachelorette                                    | Nem        | Igen       |
| 2012 | Latin macsó visszavág                          | Casa de mi Padre                                | Nem        | Igen       |
| 2012 | Képtelen kampány                               | The Campaign                                    | Nem        | Igen       |
| 2013 | Boszorkányvadászok                             | Hansel & Gretel: Witch Hunters                  | Nem        | Igen       |
| 2013 | Ron Burgundy: A legenda folytatódik            | Anchorman 2: The Legend Continues               | Igen       | Igen       |
| 2014 | Tammy                                          | Tammy                                           | Nem        | Igen       |
| 2014 | Üdv a világomban!                              | Welcome to Me                                   | Nem        | Igen       |
| 2015 | Keményítőkúra                                  | Get Hard                                        | Nem        | Igen       |
| 2015 | A (sz)ex az oka mindennek                      | Sleeping with Other People                      | Nem        | Igen       |
| 2015 | Megjött apuci!                                 | Daddy's Home                                    | Nem        | Igen       |
| 2016 | A főnök                                        | The Boss                                        | Nem        | Igen       |
| 2017 | Ó, Lucy!                                       | Oh Lucy!                                        | Nem        | Vezető     |
| 2017 | A szerencse háza                               | The House                                       | Nem        | Igen       |
| 2017 | Megjött apuci 2.                               | Daddy's Home 2                                  | Nem        | Igen       |
| 2018 | Ibiza                                          | Ibiza                                           | Nem        | Igen       |
| 2018 | Alelnök                                        | Vice                                            | Nem        | Igen       |
| 2018 | Holmes és Watson                               | Holmes & Watson                                 | Nem        | Igen       |
| 2019 | Éretlenségi                                    | Booksmart                                       | Nem        | Vezető     |
| 2019 | A Wall Street pillangói                        | Hustlers                                        | Nem        | Igen       |
| 2020 | Eurovíziós Dalfesztivál: A Fire Saga története | Eurovision Song Contest: The Story of Fire Saga | Igen       | Igen       |
| 2021 | Barb és Star Vista Del Marba megy              | Barb and Star Go to Vista Del Mar               | Nem        | Igen       |
| 2022 | Rendben vagyok?                                | Am I OK?                                        | Nem        | Igen       |
| 2022 | A menü                                         | The Menu                                        | Nem        | Igen       |
| 2022 | A karácsony szellemében                        | Spirited                                        | Nem        | Igen       |
| 2023 | Drámatábor                                     | Theater Camp                                    | Nem        | Igen       |
| 2023 | Egy botrány részletei                          | May December                                    | Nem        | Igen       |
| 2023 | Quiz Lady                                      | Quiz Lady                                       | Nem        | Igen       |
| 2024 |                                                | Will & Harper (dokumentumfilm)                  | Nem        | Igen       |
| 2025 | Szeretettel meghívjuk                          | You're Cordially Invited                        | Nem        | Igen       |

#### Színész
| Év   | Magyar cím                                     | Eredeti cím                                     | Szerep                                            | Magyar hang       | Rendező             |
| ---- | ---------------------------------------------- | ----------------------------------------------- | ------------------------------------------------- | ----------------- | ------------------- |
| 1995 | Nincs kiszállás                                | Criminal Hearts                                 | hírbemondó                                        |                   | Dave Payne          |
| 1997 | Férfi keres nőt                                | Men Seeking Women                               | Al                                                |                   | Jim Milio           |
| 1997 | Szőr Austin Powers: Őfelsége titkolt ügynöke   | Austin Powers: International Man of Mystery     | Musztafa                                          | Bicskey Lukács    | Jay Roach (1)       |
| 1998 | Diszkópatkányok                                | A Night at the Roxbury                          | Steve Butabi                                      | Laklóth Aladár    | John Fortenberry    |
| 1998 |                                                | The Thin Pink Line                              | Darren Clark                                      |                   | Joe Dietl           |
| 1999 | KicsiKÉM – Austin Powers 2.                    | Austin Powers: The Spy Who Shagged Me           | Musztafa                                          | Bicskey Lukács    | Jay Roach (2)       |
| 1999 | Fruska Gate                                    | Dick                                            | Bob Woodward                                      | Kerekes József    | Andrew Fleming      |
| 1999 | Szupersztár                                    | Superstar                                       | Sky Corrigan / Jézus                              | Hajdu Steve       | Bruce McCulloch     |
| 1999 | Szupersztár                                    | Superstar                                       | Sky Corrigan / Jézus                              | Kassai Károly     | Bruce McCulloch     |
| 1999 | A bamba banda                                  | The Suburbans                                   | Gil                                               |                   | Donal Lardner Ward  |
| 2000 | Dögölj meg, drága Mona!                        | Drowning Mona                                   | Cubby, a temetkezési igazgató                     | Józsa Imre        | Nick Gomez          |
| 2000 | A csajozás ásza                                | The Ladies Man                                  | Lance DeLune                                      | Megyeri János     | Reginald Hudlin     |
| 2001 | Jay és Néma Bob visszavág                      | Jay and Silent Bob Strike Back                  | Willenholly, szövetségi vadőr                     | Sörös Sándor      | Kevin Smith         |
| 2001 | Zoolander, a trendkívüli                       | Zoolander                                       | Mugatu                                            | Harmath Imre      | Ben Stiller (1)     |
| 2002 | Hajó a vége                                    | Boat Trip                                       | Michael, Brian pasija                             | Garai Róbert      | Mort Nathan         |
| 2003 | Sulihuligánok                                  | Old School                                      | Frank "the Tank" Ricard                           | Haás Vander Péter | Todd Phillips (1)   |
| 2003 | Mi a manó?                                     | Elf                                             | Buddy                                             | Kerekes József    | Jon Favreau         |
| 2004 | Starsky és Hutch                               | Starsky & Hutch                                 | Nagy Earl                                         | Harmath Imre      | Todd Phillips (2)   |
| 2004 | A híres Ron Burgundy legendája                 | Anchorman: The Legend of Ron Burgundy           | Ron Burgundy                                      | Kautzky Armand    | Adam McKay (1)      |
| 2004 | Melinda és Melinda                             | Melinda and Melinda                             | Hobie                                             | Schnell Ádám      | Woody Allen         |
| 2004 |                                                | Wake Up, Ron Burgundy: The Lost Movie           | Ron Burgundy                                      |                   | Adam McKay (2)      |
| 2004 |                                                | Oh, What a Lovely Tea Party (dokumentumfilm)    | önmaga                                            |                   | Malcolm Ingram      |
| 2004 | Jennifer Schwalbach                            | Oh, What a Lovely Tea Party (dokumentumfilm)    | önmaga                                            |                   |                     |
| 2005 | A Wendell Baker balhé                          | The Wendell Baker Story                         | Dave Bix                                          | Szűcs Sándor      | Andrew Wilson       |
| 2005 | Papák a partvonalon                            | Kicking & Screaming                             | Phil Weston                                       | Csankó Zoltán     | Keely Clark         |
| 2005 | Földre szállt boszorkány                       | Bewitched                                       | Jack Wyatt / Darrin                               | Kerekes József    | Nora Ephron         |
| 2005 | Ünneprontók ünnepe                             | Wedding Crashers                                | Chazz Reinhold                                    | Kerekes József    | David Dobkin (1)    |
| 2005 | Téli varázslat                                 | Winter Passing                                  | Corbit                                            | Széles Tamás      | Adam Rapp           |
| 2005 | Producerek                                     | The Producers                                   | Franz Liebkind                                    | Kerekes József    | Susan Stroman       |
| 2006 | Bajkeverő majom                                | Curious George                                  | Ted / férfi a sárga kalapban                      | Seder Gábor       | Matthew O'Callaghan |
| 2006 | Taplógáz: Ricky Bobby legendája                | Talladega Nights: The Ballad of Ricky Bobbye    | Ricky Bobby                                       | Kerekes József    | Adam McKay (3)      |
| 2006 | Felforgatókönyv                                | Stranger Than Fiction                           | Harold Crick                                      | Oberfrank Pál     | Marc Forster        |
| 2007 | Jégi dicsőségünk                               | Blades of Glory                                 | Chazz Michael Michaels                            | Kerekes József    | Will Speck          |
| 2007 | Jégi dicsőségünk                               | Blades of Glory                                 | Chazz Michael Michaels                            | Kerekes József    | Josh Gordon         |
| 2008 | Fél-profi                                      | Semi-Pro                                        | Jackie Moon                                       | Kerekes József    | Kent Alterman       |
| 2008 | Tesó-tusa                                      | Step Brothers                                   | Brennan Huff                                      | Kerekes József    | Adam McKay (4)      |
| 2009 | Az elveszettek földje                          | Land of the Lost                                | Dr. Rick Marshall                                 | Kerekes József    | Brad Silberling     |
| 2009 | A verda horda – Adj el, vagy hullj el!         | The Goods: Live Hard, Sell Hard                 | Craig McDermott                                   | Kerekes József    | Neal Brennan        |
| 2010 | Pancser Police                                 | The Other Guys                                  | Allen Gamble nyomozó                              | Kerekes József    | Adam McKay (5)      |
| 2010 |                                                | Everything Must Go                              | Nick Halsey                                       |                   | Dan Rush            |
| 2010 | Megaagy                                        | Megamind                                        | Megaagy (hangja)                                  | Csankó Zoltán     | Tom McGrath         |
| 2012 |                                                | Tim and Eric's Billion Dollar Movie             | Damien Weebs                                      |                   | Eric Wareheim       |
| 2012 | Latin macsó visszavág                          | Casa de mi Padre                                | Armando Alvarez                                   | Kerekes József    | Matt Piedmont       |
| 2012 | Képtelen kampány                               | The Campaign                                    | Cam Brady                                         | Kerekes József    | Jay Roach (3)       |
| 2013 | Gyakornokok                                    | The Internship                                  | Kevin, matracárus                                 | Forgács Péter     | Shawn Levy          |
| 2013 | Ron Burgundy: A legenda folytatódik            | Anchorman 2: The Legend Continues               | Ron Burgundy                                      | Kautzky Armand    | Adam McKay (6)      |
| 2014 | A Lego-kaland                                  | The Lego Movie                                  | Lord Biznisz / A fenti ember (hangja)             | Kerekes József    | Phil Lord           |
| 2014 | A Lego-kaland                                  | The Lego Movie                                  | Lord Biznisz / A fenti ember (hangja)             | Kerekes József    | Christopher Miller  |
| 2015 | Keményítőkúra                                  | Get Hard                                        | James King                                        | Kassai Károly     | Etan Cohen (1)      |
| 2015 | Megjött apuci!                                 | Daddy's Home                                    | Brad Whitaker                                     | Kerekes József    | Sean Anders (1)     |
| 2016 | Zoolander 2.                                   | Zoolander 2                                     | Jacobim Mugatu                                    | Kerekes József    | Ben Stiller (2)     |
| 2017 | A szerencse háza                               | The House                                       | Scott Johansen                                    | Kerekes József    | Andrew Jay Cohen    |
| 2017 | Megjött apuci 2.                               | Daddy's Home 2                                  | Brad Whitaker                                     | Kerekes József    | Sean Anders (2)     |
| 2018 | Holmes és Watson                               | Holmes & Watson                                 | Sherlock Holmes                                   | Kerekes József    | Etan Cohen (2)      |
| 2019 | A Lego-kaland 2.                               | The Lego Movie 2: The Second Part               | Lord Biznisz / A fenti ember (hangja)             | Kerekes József    | Mike Mitchell       |
| 2019 | Amit nem akarsz tudni a szüleidről             | Drunk Parents                                   | Will, a csavargó (cameo)                          | Mertz Tibor       | Fred Wolf           |
| 2019 | Két páfrány között – A film                    | Between Two Ferns: The Movie                    | önmaga                                            |                   | Scott Aukerman      |
| 2019 |                                                | Zeroville                                       | Rondell                                           |                   | James Franco        |
| 2020 | Lejtmenet                                      | Downhill                                        | Pete Staunton                                     | Kerekes József    | Nat Faxon           |
| 2020 |                                                | Impractical Jokers: The Movie                   | férfi az étteremben (cameo)                       |                   | Chris Henchy        |
| 2020 | Eurovíziós Dalfesztivál: A Fire Saga története | Eurovision Song Contest: The Story of Fire Saga | Lars Erickssong                                   | Kerekes József    | David Dobkin (2)    |
| 2020 |                                                | David (rövidfilm)                               | terapeuta                                         |                   | Zach Woods          |
| 2022 | A karácsony szellemében                        | Spirited                                        | A jelen karácsonyának szelleme / Ebenezer Scrooge |                   | Sean Anders (3)     |
| 2023 | Barbie                                         | Barbie                                          | A Mattel vezérigazgatója                          | Kerekes József    | Greta Gerwig        |
| 2023 | Kivert kutyák                                  | Strays                                          | Reggie (hangja)                                   | Makranczi Zalán   | Josh Greenbaum (1)  |
| 2023 | Quiz Lady                                      | Quiz Lady                                       | Terry McTeer                                      | Kerekes József    | Jessica Yu          |
| 2024 |                                                | Will & Harper                                   | önmaga                                            |                   | Josh Greenbaum (2)  |
| 2024 | Gru 4.                                         | Despicable Me 4                                 | Maxime Le Mal (hangja)                            | Rajkai Zoltán     | Chris Renaud        |
| 2025 | Szeretettel meghívjuk                          | You're Cordially Invited                        | Jim                                               | Kerekes József    | Nicholas Stoller    |

### Televízió
- Saturday Night Live (tag 1995–2002 között, házigazda 2005-ben és 2009-ben)
- Cow and Chicken (1997–2001, szinkronhang különböző epizódokban)
- Saturday Night Live: Presidential Bash 2000 (2000)
- Family Guy (mint Black Knight, 2001)
- Undeclared (vendég)
- The Oblongs (Bob Oblong, 2001–2002, hang)
- King of the Hill (mint Coach Lucas, 1999, hang)
- The Tom Green Show (vendég)
- Family Guy (önmaga, 2005-ben)
- The Naked Trucker and T-Bones Show (vendég)
- Ant and Dec's Saturday Night Takeaway (hang és vendég)
- Eastbound & Down (BMW Dealership Owner Ashley Schaeffer)
- You're Welcome America: A Final Night With George W. Bush
- A túlélés törvényei (vendég)[43][44]
- Live with Regis and Kelly (társházigazda)
- 63rd Tony Awards (2009), 2009 MTV Movie Awards és 2009 TV Land Awards
- The Merrick & Rosso Show (önmaga, 2009-ben)
- SpongeBob SquarePants (önmaga, 2009-ben)
- Strangers with Candy (2000)
- Funny or Die Presents (2010)
- Tim & Eric Awesome Show Great Job (2010)
- 30 Rock (mint "Bitch Hunter", 2010)
- The Office (mint Deangelo Vickers, 2011-ben)

## Filmes jövedelmei
- Taplógáz (2006) 20 millió dollár[45]
- Földre szállt boszorkány (2005) 20 millió dollár[45]
- Papák a partvonalon (2005) 20 millió dollár[45]
- A híres Ron Burgundy legendája (2004) 6,9 millió dollár[45]

## Díjak és jelölések
Emmy-díj
Megkapta:
- 2019: Legjobb varieté különkiadás (Élő) (Live in Front of a Studio Audience: Norman Lear's "All in the Family" and "The Jeffersons")
- 2020: Legjobb varieté különkiadás (Élő) (Live in Front of a Studio Audience: "All in the Family" and "Good Times"')
- 2020: Legjobb drámasorozat (Utódlás)
- 2022: Legjobb drámasorozat (Utódlás)
- 2023: Legjobb drámasorozat (Utódlás)
- 2024: Legjobb tévéfilm (Quiz Lady)

Jelölt:
- 2001: Kiemelkedő egyéni teljesítmény egy varietében vagy zenés programban (a Saturday Night Live-ban)
- 2009: Legjobb varieté vagy vígjáték különkiadás (a Will Ferrell: Szívesen, Amerika – Egy utolsó este George W. Bush-sal-ban)
- 2009: Legjobb forgatókönyv varietében vagy vígjáték különkiadásban (Will Ferrell: Szívesen, Amerika – Egy utolsó este George W. Bush-sal)
- 2015: Legjobb varieté szkeccssorozat (Tömény történelem)
- 2016: Legjobb varieté szkeccssorozat (Tömény történelem)
- 2017: Legjobb varieté szkeccssorozat (Tömény történelem)
- 2018: Legjobb varieté szkeccssorozat (Tömény történelem)
- 2018: Legjobb varieté szkeccssorozat (I Love You, America)
- 2019: Legjobb varieté szkeccssorozat (I Love You, America)
- 2019: Legjobb varieté szkeccssorozat (Tömény történelem)
- 2019: Legjobb drámasorozat (Utódlás)
- 2020: Legjobb varieté szkeccssorozat (Tömény történelem)
- 2020: Legjobb vígjátéksorozat (Halott vagy)
- 2022: Legjobb varieté különkiadás (Élő) (Live in Front of a Studio Audience: 'The Facts of Life' and 'Diff'rent Strokes)

ESPY-díj
Megkapta:
- 2007 ESPY-díj, Legjobb sportos mozi (a Taplógáz: Ricky Bobby legendája miatt)
- 2008 ESPY-díj, Legjobb sportos mozi (a Fél-profi miatt)

Golden Globe-díj
Jelölt:
- 2006: Legjobb férfi mellékszereplő (a Producerek miatt)
- 2007: Legjobb férfi főszereplő – musical vagy komédia (a Felforgatókönyv miatt)

James Joyce Award
- 2008: James Joyce-díj a University College Dublin irodalmi és történelmi társaságától elismerésként kiemelkedő tevékenységéért.[46][47]

Kids Choice Awards
Megkapta:
- 2016: Favorite Movie Actor (a Megjött apuci! miatt)

Jelölt:
- 2011: Favorite Buttkicker (a Megaagy miatt)[48]
- 2017: Favorite Villain (a Zoolander 2. miatt)
- 2018: Favorite Movie Actor (a Megjött apuci 2. miatt)
- 2021: Favorite Movie Actor (az Eurovíziós Dalfesztivál: A Fire Saga története miatt)

MTV Movie Awards
Megkapta:
- 2007: Legjobb csók Taplógáz: Ricky Bobby legendája (együtt Sacha Baron Cohennel)

Jelölt:
- 2002: Legjobb öltözködés (a Zoolander, a trendkívüli miatt)
- 2003: Legjobb vígjátéki alakítás (a Sulihuligánok miatt)
- 2003: A legjobb csapat (együtt Luke Wilsonnal és Vince Vaughnnal a Sulihuligánok miatt)
- 2004: Legjobb vígjátéki alakítás (a Mi a manó? miatt)
- 2005: Legjobb vígjátéki alakítás (A híres Ron Burgundy legendája miatt)
- 2005: A legjobb csapat (együtt Paul Rudd-dal, Steve Carell-lel és David Koechnerrel A híres Ron Burgundy legendája miatt)
- 2005: Legjobb zenés előadás Paul Rudd-dal, David Koechnerrel és Steve Carell-lel A híres Ron Burgundy legendája miatt)
- 2007: Legjobb vígjátéki alakítás (a Jég velünk miatt)
- 2007: Legjobb verekedés Jon Heder-rel (a Jég velünk miatt)
- 2013: Legjobb duó Zach Galifianakis-szel (a Képtelen kampány miatt)
- 2014: Legjobb WTF pillanat (együtt Paul Rudd-dal, David Koechnerrel és Steve Carell-lel Ron Burgundy: A legenda folytatódik miatt)
- 2014: Legjobb verekedés Paul Rudd, David Koechner, Steve Carell, James Marsden, Sacha Baron Cohen, Ye, Tina Fey, Amy Poehler, Jim Carrey, Marion Cotillard, Will Smith, Liam Neeson, John C. Reilly és Greg Kinnear (a Ron Burgundy: A legenda folytatódik miatt)
- 2016: Legjobb vígjátéki alakítás (a Keményítőkúra miatt)

Razzie Awards
Megkapta:
- 2006: Legrosszabb páros Nicole Kidman-nel (Földre szállt boszorkány)

Jelölt:
- 2006: Legrosszabb férfi főszereplő  (Földre szállt boszorkány)  és Papák a partvonalon)
- 2010: Legrosszabb férfi főszereplő  (Elveszettek földje)
- 2010: Legrosszabb páros Will Ferrell és bármely társsztár, lény vagy "komikus riff"-fel (Elveszettek földje)
- 2017: Legrosszabb férfi mellékszereplő  (Zoolander 2.)
- 2019: Legrosszabb férfi főszereplő  (Holmes és Watson)
- 2019: Legrosszabb kombó John C. Reilly-vel (Holmes és Watson)

Satellite Awards
Jelölt:
- 2006: Legjobb színész (musical vagy komédia) (a Felforgatókönyv miatt)

Spike TV Guys' Choice Awards
Megkapta:
- 2007 Spike TV Guys' Choice Awards, A legviccesebb „Mo-fo” (a.m. anyaszomorító)
- 2007 Spike TV Guys' Choice Awards, A legtöbb gerilla video

Teen Choice Awards
Megkapta:
- 2007: filmszínész (vígjáték) a Taplógáz és a Jég velünk miatt

Jelölt:
- 2004: Choice Comedian
- 2004: Choice filmszínész (vígjáték) az Mi a manó? miatt
- 2005: Choice Comedian
- 2005: Choice filmszínész (vígjáték) az A híres Ron Burgundy legendája és Papák a partvonalon miatt
- 2005: Choice Movie Hissy Fit for Papák a partvonalon miatt
- 2005: Choice Movie Rumble for A híres Ron Burgundy legendája miatt
- 2005: Choice Movie Sleazebag for Papák a partvonalon miatt
- 2007: Choice Comedian
- 2007: Choice Movie Chemistry (együtt Jon Hederrel), a Jég velünk miatt
- 2007: Choice Movie Dance (együtt Jon Hederrel), a Jég velünk miatt
- 2007: Choice Movie Hissy Fit a Jég velünk miatt
- 2008: Choice Comedian
- 2008: Choice filmszínész (vígjáték) a Fél-profi miatt
- 2009: Choice Web Star
- 2009: Choice filmszínész (vígjáték) Az elveszettek földje miatt
- 2011: Choice Movie Chemistry (együtt Mark Wahlberggel), a Pancser Police miatt
- 2011: Choice filmszínész (vígjáték) a Pancser Police miatt
- 2014: Choice filmszínész (vígjáték) a Ron Burgundy: A legenda folytatódik miatt
- 2016: Choice filmszínész (vígjáték) a Megjött apuci! miatt
- 2018: Choice filmszínész (vígjáték) a Megjött apuci 2. miatt

Tony Awards
Jelölt:
- 2009: Tony-díj a legjobb különleges színházi eseménynek (a You're Welcome America. A Final Night with George W. Bush miatt)

## Fordítás
- Ez a szócikk részben vagy egészben  a   Will Ferrell című angol Wikipédia-szócikk fordításán alapul.  Az eredeti cikk szerkesztőit annak laptörténete sorolja fel. Ez a jelzés csupán a megfogalmazás eredetét és a szerzői jogokat jelzi, nem szolgál a cikkben szereplő információk forrásmegjelöléseként.